# Gajiganna-Kultur
Koordinaten: 11° 50′ 5″ N, 13° 9′ 5″ O
Die Gajiganna-Kultur (ca. 1800–400 v. Chr.) ist einer von drei relativ gut bekannten endsteinzeitlichen Komplexen in Westafrika. Die beiden anderen sind Dhar Tichitt im südlichen Mauretanien und Kintampo in Ghana. Der Ursprung der Gajiganna-Kultur liegt wahrscheinlich in der südlichen Sahara, vielleicht im Gebiet um das Aïr-Gebirge. Vor mehr als 4.000 Jahren zogen Gruppen von Viehzüchtern in den Raum südwestlich des Tschadsees, um die heutige Stadt Maiduguri in Nordost-Nigeria, und gründeten hier die ersten Siedlungen.
Das Hauptkennzeichen der Gajiganna-Kultur ist eine mit Ritz-, Stich-, Wiegebandtechnik (RSW-Techniken) sowie Mattenabdrücken verzierte Keramik. Ihre bekannte materielle Kultur umfasst außerdem Steinartefakte wie Pfeilspitzen, Beile und Mahlgeräte sowie Knochenartefakte wie Spitzen, Schaber und Ringperlen. Die Gliederung der Keramik nach technischen und dekorativen Elementen sowie eine Reihe von C14-Datierungen erlaubte eine chronologische Ordnung des Komplexes in drei Phasen:
- Phase I (ca. 1800–1500 v. Chr.) ist charakterisiert durch eine hochpolierte Keramik, auf der keine Mattenabdrücke vorkommen. Die Fundstellen bestehen aus meist kleinen (ca. 1 ha) und flachen Siedlungen, was für eine kurzfristige Besiedlung spricht. Dies ist die pastorale Phase des Komplexes. Es wurden Rinder, Schafe und Ziegen gehalten. Fischfang, Jagd und das Sammeln von wildwachsenden Pflanzen wurden praktiziert.
- Phase II (ca. 1500–600 v. Chr.) ist unterteilt in IIa (ca. 1500–1200 v. Chr.), IIb (ca. 1200–1000 v. Chr.) und IIc (ca. 1000–600 v. Chr.). Ihr Kennzeichen ist eine u. a. mit Mattenabdrücken verzierte Keramik. Die Fundstellen sind permanenterer Natur und bestehen nun aus bis zu 4 ha großen Siedlungshügeln. Die ersten Hinweise auf Bodenbau lassen sich am Ende der Phase IIa erkennen, in Form von Abdrücken von Pennisetum (Pennisetum glaucum) auf Keramikscherben. Neben Bodenbau werden weiterhin Viehzucht, Jagd, Fischfang und das Sammeln von Pflanzen betrieben. Ab ca. 800 v. Chr. bestehen die Siedlungen erneut aus kleinen (ca. 1 ha), flachen, kurzfristig bewohnten Siedlungen.
- Phase III (ca. 600–400 v. Chr.) ist durch das Aufkommen neuer keramischer Formen wie z. B. großer Vorratsgefäße gekennzeichnet. Die Keramik ist überwiegend mit Mattenabdrücken verziert und die Wirtschaft zeichnet sich durch eine markante Intensivierung des Bodenbaus und der Vorratshaltung aus. Viehzucht, Jagd, Fischfang und Sammeln werden weiterhin praktiziert, spielen aber nur eine untergeordnete Rolle. Die Fundstellen bestehen aus flachen Siedlungen und ihre Ausdehnung ist variabel. Sie bilden ein hierarchisches System mit kleinen (ca. 1–2 ha), mittelgroßen (ca. 3–8 ha) und großen Siedlungen (ca. 9–12 ha). Wie archäologische Prospektionen und Grabungen in Zilum zeigten, stellen sie die ersten befestigten Siedlungen vom Tschadbecken und einige der ersten in ganz Afrika südlich der Sahara dar. Historiker vermuten, dass diese frühe Urbanisierung und der generelle Anstieg der sozialen Komplexität in dieser Zeit im Zusammenhang mit den Staatengründungen des Zentralsudan um 600 v. Chr. durch Flüchtlinge des zerfallenden assyrischen Weltreiches stehen.

Nach dem Ende der Phase III sind keine weiteren Spuren der Gajiganna-Kultur in der Region bekannt. Die Besiedlung setzt sich aber fort: vor ungefähr 2000 Jahren tauchen die ersten materiellen Spuren von Menschen, die Eisenobjekte produzierten und gebrauchten. Die Eisenzeit im Tschadbecken bricht an.